# Tirreno-Adriatico 2016
Tirreno-Adriatico 2016 var den 51. udgave af cykelløbet Tirreno-Adriatico. Etapeløbet var det tredje arrangement på UCI's World Tour-kalender i 2016 og begyndte 9. og sluttede 15. marts 2016. Den femte og hårdeste etape blev aflyst dagen i forvejen på grund af fare for sne. Greg Van Avermaet blev den samlede vinder af løbet, stærkt efterfulgt af Peter Sagan med mindre end ét sekund.

## Hold og ryttere
| | 18 UCI World Tour-hold                                                                       |                                                                                        | 5 Wildcard |
| --- | -------------------------------------------------------------------------------------------- | -------------------------------------------------------------------------------------- | --- |
| - Ag2r-La Mondiale - Astana Pro Team - BMC Racing Team - Cannondale - Dimension Data - Etixx-Quick Step | - FDJ - Team Giant-Alpecin - IAM Cycling - Team Katusha - Lampre-Merida - Team LottoNL-Jumbo | - Lotto-Soudal - Movistar Team - Orica-GreenEDGE - Team Sky - Tinkoff - Trek-Segafredo | - Androni Giocattoli-Sidermec - Bardiani CSF - Bora-Argon 18 - Caja Rural-Seguros RGA - CCC Sprandi Polkowice |

### Danske ryttere
- Jakob Fuglsang kørte for Astana
- Christopher Juul Jensen kørte for Orica-GreenEDGE
- Søren Kragh Andersen kørte for Giant-Alpecin

## Etaperne
| Etape    | Dato     | Start – Mål                                         | type           | Afstand (km) | Etapevinder       | Førende rytter    |
| -------- | -------- | --------------------------------------------------- | -------------- | ------------ | ----------------- | ----------------- |
| 1. etape | 9. mar.  | Lido di Camaiore – Lido di Camaiore                 | holdtidskørsel | 22,7         | BMC Racing Team   | Daniel Oss        |
| 2. etape | 10. mar. | Camaiore – Pomarance                                | kuperet etape  | 207          | Zdeněk Štybar     | Zdeněk Štybar     |
| 3. etape | 11. mar. | Castelnuovo di Val di Cecina – Montalto di Castro   | flad etape     | 176          | Fernando Gaviria  | Zdeněk Štybar     |
| 4. etape | 12. mar. | Montalto di Castro – Foligno                        | kuperet etape  | 222          | Steve Cummings    | Zdeněk Štybar     |
| 5. etape | 13. mar. | Foligno – Monte San Vicino                          | bjergetape     | 178          | Etape aflyst      | Zdeněk Štybar     |
| 6. etape | 14. mar. | Castelraimondo – Cepagatti                          | kuperet etape  | 210          | Greg Van Avermaet | Greg Van Avermaet |
| 7. etape | 15. mar. | San Benedetto del Tronto – San Benedetto del Tronto | enkeltstart    | 10,1         | Fabian Cancellara | Greg Van Avermaet |

## Trøjernes fordeling gennem løbet
| Etape  | Vinder            | Førertrøjen ·     | Pointtrøjen · | Bjergtrøjen ·    | Ungdomstrøjen · | Holdkonkurrencen |
| ------ | ----------------- | ----------------- | ------------- | ---------------- | --------------- | ---------------- |
| 1      | BMC Racing Team   | Daniel Oss        | ikke uddelt   | ikke uddelt      | Yves Lampaert   | BMC Racing Team  |
| 2      | Zdeněk Štybar     | Zdeněk Štybar     | Zdeněk Štybar | Zdeněk Štybar    | Bob Jungels     | BMC Racing Team  |
| 3      | Fernando Gaviria  | Zdeněk Štybar     | Peter Sagan   | Zdeněk Štybar    | Bob Jungels     | BMC Racing Team  |
| 4      | Steve Cummings    | Zdeněk Štybar     | Peter Sagan   | Cesare Benedetti | Bob Jungels     | BMC Racing Team  |
| 5      | Etapen aflyst     | Zdeněk Štybar     | Peter Sagan   | Cesare Benedetti | Bob Jungels     | BMC Racing Team  |
| 6      | Greg Van Avermaet | Greg Van Avermaet | Peter Sagan   | Cesare Benedetti | Bob Jungels     | Etixx-Quick Step |
| 7      | Fabian Cancellara | Greg Van Avermaet | Peter Sagan   | Cesare Benedetti | Bob Jungels     | Etixx-Quick Step |
| Samlet | Samlet            | Greg Van Avermaet | Peter Sagan   | Cesare Benedetti | Bob Jungels     | Etixx-Quick Step |

## Resultater
|    | Rytter                | Hold             | Tid      |
| -- | --------------------- | ---------------- | -------- |
| 1  | Greg Van Avermaet     | BMC Racing Team  | 20:42.22 |
| 2  | Peter Sagan           | Tinkoff          | + 01     |
| 3  | Bob Jungels           | Etixx-Quick Step | + 23     |
| 4  | Sébastien Reichenbach | FDJ              | + 24     |
| 5  | Thibaut Pinot         | FDJ              | + 24     |
| 6  | Vincenzo Nibali       | Astana Pro Team  | + 29     |
| 7  | Zdeněk Štybar         | Etixx-Quick Step | + 33     |
| 8  | Michał Kwiatkowski    | Team Sky         | + 39     |
| 9  | Bauke Mollema         | Trek-Segafredo   | + 45     |
| 10 | Roman Kreuziger       | Tinkoff          | + 49     |